# Томілович Денис Григорович
Дени́с Григо́рович Томіло́вич — молодший лейтенант міліції, Міністерство внутрішніх справ України, учасник російсько-української війни.

## Життєпис
Народився 1982 року в місті Дніпропетровськ. Закінчив школу № 123 в Таромському. 2004 року закінчив Дніпропетровський індустріальний технікум, здобув спеціальність «монтаж, обслуговування засобів і систем автоматизації», 2009-го — Київський славістичний університет, «менеджмент митної справи». Пройшов строкову військову службу у лавах ЗСУ. Від жовтня 2008 року — директор з виробництва ООО «Метизний завод „Шплінт. УА“» (Дніпродзержинськ).
В часі війни — командир взводу, батальйон патрульної служби міліції особливого призначення «Дніпро-1».

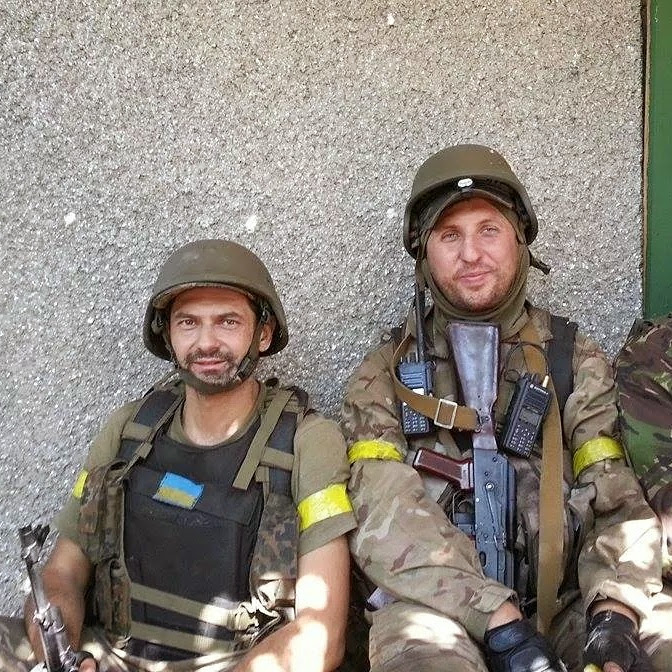
Роман Зіненко і Денис Томілович. 26 серпня 2014, Іловайськ.

У серпні 2014 року брав участь у боях за визволення Іловайська.
29 серпня 2014 виходив з оточення з-під Іловайська у складі північної колони українських військ. Разом з побратимами, зокрема Романом Зіненком, був на броні МТ-ЛБ. Сама МТ-ЛБ йшла у складі невеличкої української колони, де попереду йшов позашляховик, другим танк, потім МТ-ЛБ, і в хвості БМП. Колона прямувала трасою до Новокатеринівки. Щільний обстріл української колони поновився після проходу між двома пагорбами вже неподалік селища. Позашляховик відірвався вперед і на значній швидкості почав віддалятися по дорозі, а танк зійшов з прострілюваної траси вліво полями, уникаючи вогню зі схилу справа. Мехвод МТ-ЛБ вміло слідував за танком. Невдовзі танк і МТ-ЛБ вскочили у околиці села, проте там їх зустрів вогонь зі стрілецької зброї з хат. Навколо МТ-ЛБ лунали вибухи і пролітали кулі великокаліберних кулеметів. Один з вибухів став для Дениса Томіловича фатальним — йому відірвало голову, він помер на місці. Його тіло знайшли 12 вересня 2014 року місією «Чорний тюльпан», похований у Таромському 1 жовтня 2014-го.
Вдома залишились дружина та двоє дітей і старший брат (з 2015 року теж проходив службу в ЗСУ).

## Нагороди та вшанування
- 14 листопада 2014 року за особисту мужність і героїзм, виявлені у захисті державного суверенітету та територіальної цілісності України, вірність військовій присязі під час російсько-української війни, відзначений — нагороджений орденом «За мужність» III ступеня (посмертно)
- 11 жовтня 2016 року нагороджений пам'ятною відзнакою міського голови міста Кам'янське — нагрудним знаком «Захисник України» (посмертно).
- Його портрет розміщений на меморіалі «Стіна пам'яті полеглих за Україну» у Києві: секція 3, ряд 10, місце 26
- Вшановується 29 серпня на щоденному ранковому церемоніалі вшанування українських захисників, які загинули цього дня у різні роки внаслідок російської збройної агресії[3]
- Іловайський Хрест (посмертно)
- на його честь названо вулицю в Кам'янському[4]